# Classy (группа)
Classy (/ˈklæsi/; кор. 클라씨; ром.: Keullassi;) стилизуется как  CLASS:y, читается как (Класси) — южнокорейская гёрл-группа, сформированная в 2022 году через реалити-шоу на выживание My Teenage Girl (2021-2022). Совместно управляемая M25, дочерней компанией MBK Entertainment, и Universal Music Japan, группа состоит из семи участниц (с лево на право (на фото снизу)) : Чимин, Чэвон, Боын, Соню, Хеджу, Хёнсо, Ривон. Они официально дебютировали 5 мая 2022 года с мини-альбомом Class Is Over.

## Название
Название группы, Class: y, было предложено зрителями My Teenage Girl через Naver и выбрано M25. Он был вдохновлен «классным» очарованием участниц и продолжил школьную тему шоу, ссылаясь на «класс» и «высший сорт».

## Карьера

### 2022-н.в: Формирование и дебют
9 марта 2021 года Sports Kyunghyang сообщили, что MBC готовит новое глобальное прослушивание с продюсером Хан Дончхолем. 1 июня был выпущен первый видео-тизер. Публичные наборы проводились с 1 по 30 для всех девушек, родившихся до 2010 года. Сезон приквела под названием 등교 전 망설임 (букв. Нерешительность перед походом в школу) начал выходить в эфир 14 сентября. В тот же день были опубликованы официальные профили участниц.
Премьера шоу состоялась 28 ноября, а финал в прямом эфире транслировался 27 февраля 2022 года, и девушки, вошедшие в первую девятку, дебютировали в пректной группе шоу CLASS:y. Во время финала было выявлено, что дебютируют семь разных участниц; Вон Чимин заняла первое место, Ким Соню заняла второе место, Мён Хёнсо заняла третье место, Хон Хеджу заняла четвёртое место, Ким Ривон заняла пятое место, Пак Боын заняла шестое место, и, наконец, Юн Чхэвон заняла седьмое место.
3 марта группа открыла свои официальные аккаунты в социальных сетях. 10 марта было объявлено, что в конце апреля группа выпустит свой дебютный альбом.
16 апреля было объявлено, что группа выпустит свой дебютный мини-альбом в мае. На следующий день CLASS:y представили расписание и постер своего первого мини-альбома Class Is Over, который должен выйти 5 мая.
15 мая группа выпустила содержимое для своего первого мини-альбома Lives Across, который был выпущен 26 мая. Это прямое продолжение Class Is Over, их первого мини-альбома. Название Lives Across является анаграммой Class Is Over, что указывает на то, что два альбома существуют в одной и той же сюжетной линии.
10 мая они объявили, что 22 июня дебютируют в Японии с синглом «Shut Down -JP Ver.-».
20 сентября было подтверждено, что 26 октября Classy вернутся с новым альбомом. 11 октября Classy опубликовали фотографию расписания своего нового альбома Day&Night через SNS.
В ноябре было объявлено, что Classy выпустят японский альбом в январе 2023 года. 22 ноября было объявлено, что Classy примут участие в качестве участников во втором сезоне реалити-шоу SBS Dancing Dol Stage. 21 декабря было объявлено, что Classy вернутся со своим вторым японским синглом под названием «TARGET» и проведут свой первый фан-концерт в Японии в феврале 2023 года.

## Состав
| Сценический псевдоним  | Сценический псевдоним | Настоящее имя | Настоящее имя | Дата рождения | Позиция в группе                                 |
| Основной               | Другой                | На русском    | Хангыль       | Дата рождения | Позиция в группе                                 |
| ---------------------- | --------------------- | ------------- | ------------- | ------------- | ------------------------------------------------ |
| Хеджу                  | Hyejoo                | Хон Хе Джу    | 홍혜주        | 09.12.2003    | Лидер, главный танцор, ведущий рэпер             |
| Хёнсо                  | Hyeongseo             | Мён Хён Со    | 명형서        | 25.06.2001    | Ведущая вокалистка, вижуал                       |
| Чэвон                  | Chaewon               | Юн Чэ Вон     | 윤채원        | 04.06.2003    | Главная вокалистка                               |
| Ривон                  | Riwon                 | Ким Ри вон    | 김리원        | 11.01.2007    | Ведущая вокалистка, ведущий танцор               |
| Чимин                  | Jimin                 | Вон Чи Мин    | 원지민        | 25.11.2007    | Ведущая вокалистка, центр                        |
| Боын                   | Boeun                 | Пак Бо Ын     | 박보은        | 11.02.2008    | Ведущая вокалистка, лицо группы                  |
| Соню (читается Сонь Ю) | Seonyu                | Ким Сон Ю     | 김선유        | 20.03.2008    | Главный рэпер, ведущий танцор, вокалистка, макнэ |

## Дискография

### Мини-альбомы
- Class Is Over (2022)
- Lives Across (2022)
- Day & Night (2023)

## Фильмография

### Реалити-шоу
- My Teenage Girl (2022, MBC)

### Комментарии
1. ↑  Дочерняя компания MBK Entertainment